# Умовні тактичні знаки НАТО
Умовні тактичні знаки НАТО (англ. NATO Military Symbol) — художньо-графічні позначки, які, зазвичай, використовуються на картах, стендах або схемах для відображення певної військової одиниці, об'єкта, дії або будь-якого іншого предмета, який має військове значення.
Оперативні терміни, позначки та символи використовуються для точного відображення та передачі необхідної інформації.
Умовний тактичний знак НАТО визначається формою, кольором та складається, зазвичай, з літер, цифр, знаків пунктуації, спеціальних математичних, технічних знаків (ідеограм тощо). Після першої публікації в 1986 році як Allied Procedural Publication, стандарт розвивався і впродовж років став відомий у своїй п'ятій версії під скороченням APP-6D.
Перші тактичні військові символи стали використовувати ще за часів наполеонівських війн. Активно увійшли в ужиток під час Першої світової. У 1917 році Інженерний корпус армії США розробив перші тактичні позначки, які використовувались до 1949 року, коли з утворенням НАТО, система тактичних знаків, була адаптовано і стандартизована під універсальну систему країн-учасниць Північноатлантичного альянсу. У 2011 році об'єднана військова символіка була затверджена і оприлюднена у 6-му виданні STANAG 2019. У 2018 році опублікована його чергова редакція Ed.D, якою удосконалено використання 8-кутних тактичних символів та введено 6-кутні символи для рівня солдат.
Для позначення на картах положення та дії своїх військ НАТО використовує 4 основні кольори:
- блакитний — підрозділи, техніка, озброєння, елементи інфраструктури районів зосередження своїх військ та союзників; дружня одиниця;
- червоний — сили ворога;
- жовтий — невідомі сили;
- зелений — нейтральні сили.

Свої підрозділи позначаються прямокутниками, ворожі — ромбами, нейтральні — квадратами, невідомі — позначкою у вигляді конюшини.
| Невідомі сили | Дружні сили | Нейтральні сили | Ворожі сили |
| ------------- | ----------- | --------------- | ----------- |

Для повітряних, морських та наземних сил використовують наступні позначки:
| Авіація         | Наземні війська | Кораблі     | Підводні човни |
| Дружні сили     | Дружні сили     | Дружні сили | Дружні сили    |
| --------------- | --------------- | ----------- | -------------- |
|                 |                 |             |                |
| Нейтральні сили |                 |             |                |
|                 |                 |             |                |
| Ворожі сили     |                 |             |                |
|                 |                 |             |                |
| Невідомі сили   |                 |             |                |
|                 |                 |             |                |

## Загальні символи
Для визначення функцій підрозділу використовуються чорно-білі позначки, які наносяться в середині символу підрозділу.
| Символ | Значення                                  |
| ------ | ----------------------------------------- |
|        | Протиповітряна оборона                    |
|        | Боєприпаси                                |
|        | Протитанкова зброя                        |
|        | Танк                                      |
|        | Артилерія                                 |
|        | Гвинтокрилий літальний апарат             |
|        | Літальний апарат з нерухомим крилом       |
|        | Міст                                      |
|        | Бойова служба підтримки                   |
|        | Інженерні війська                         |
|        | Радіоелектронна боротьба                  |
|        | Утилізація                                |
|        | Обоз                                      |
|        | Польовий госпіталь                        |
|        | Штаб-квартира                             |
|        | Піхота                                    |
|        | Ремонт                                    |
|        | Військовий лікар                          |
|        | Метеорологія                              |
|        | Ракетна зброя                             |
|        | Міномет                                   |
|        | Військова поліція                         |
|        | Військово-морські сили                    |
|        | Захист від зброї масового ураження        |
|        | Матеріальне забезпечення                  |
|        | Радар                                     |
|        | Психологічна пропаганда                   |
|        | Рекогносцировка місцевості                |
|        | Військова комунікація                     |
|        | Спеціальні війська особливого призначення |
|        | Війська швидкого реагування               |
|        | Військова логістика                       |
|        | Топографія                                |
|        | Військовий транспорт                      |
|        | Безпілотний літальний апарат              |

## Характеристики розміру підрозділів
Для визначення розміру підрозділів використовуються такі графічні символи: рівень вогнева група/відділення-взвод — крапки, рівень рота-полк — вертикальні риски, рівень бригада-армія  хрестики. Ці символи наносяться над значком підрозділу як ідентифікатор ешелону.
- Екіпаж / обслуга / вогнева група — Ø
- Відділення (деякі країни - екіпаж / обслуга / вогнева група) — ●
- Секція (деякі країни - відділення або інше значення) — ●●
- Взвод — ●●●
- Рота — I
- Батальйон — II
- Полк / батальйонна група — III
- Бригада — X
- Дивізія — XX
- Корпус — XXX
- Армія — XXXX
- Група армій — XXXXX

Крім цього, у Німеччині є додатковий символ для штафеля — ●●●●
Необхідно зазначити, що згідно змісту Додатку В стандарту НАТО APP-06 не існує єдиного підходу до структури  підрозділів менших за взвод. Загальний підхід, який ґрунтується на американському стандарті та який поділяє частина країн, полягає у наступному:
| Символ | APP-06 (НАТО), MIL-STD-2525 (США)             | Словаччина                                      | Україна            |
| ------ | --------------------------------------------- | ----------------------------------------------- | ------------------ |
| Ø      | Crew (екіпаж, обслуга), Team (команда, група) | Tím (група), Osádka (екіпаж), Obsluha (обслуга) | Розрахунок, Екіпаж |
| ●      | Squad (відділення)                            | Družstvo (відділення)                           | Відділення         |
| ●●     | Section (секція)                              | Sekcia (секція)                                 | Секція             |
| ●●●    | Platoon (взвод)                               | Čata (взвод)                                    | Взвод              |

Згідно пояснень від США:
- Crew (екіпаж, обслуга) – невеликий військовий підрозділ, що складається з усього особового складу, що керує певною системою; є частиною відділення
- Team (команда, група) – невелика група з двох або більше осіб, пов'язаних роботою чи діяльністю; є частиною відділення
- Squad (відділення) – невеликий військовий підрозділ, який зазвичай містить дві або більше вогневі групи (англ. fire team)
- Section (секція) – тактичний підрозділ армії та морської піхоти, менший за взвод і більший за відділення
- Platoon (взвод) – підрозділ роти, що складається з двох або більше відділень або секцій

Проблема полягає у примітці, що до символу ● також застосовується загальноанглійське визначення: «невелика група, що займається спільними зусиллями або заняттями». У зв'язку цим частина країн використовує символ ● замість символу Ø, а символ ●● використовує для позначення відділення, наприклад:  
| Символ | Канада                       | Чехія                                                                | Болгарія      |
| ------ | ---------------------------- | -------------------------------------------------------------------- | ------------- |
| ●      | (підрозділ менше відділення) | Osádka (екіпаж), obsluha (обслуга), sekce (секція; менше відділення) | Paзҹeт Эҝипаж |
| ●●     | Section (відділення)         | Družstvo (відділення)                                                | Отделение     |
| ●●●    | Platoon (взвод)              | Četa (взвод)                                                         | Взвод         |

Таким чином, маємо наступний розподіл підходів:
- Данія, Португалія, Словаччина, Туреччина та США використовують символ ●● для секції, а символ ● для відділення
- Велика Британія не має еквіваленту для символу ●●, а символ ● використовує для відділення (англ. section)
- Італія використовує символ ● для відділення, а символ ●● для патруля, оскільки його розмір може коливатися від відділення до взводу
- Албанія, Латвія та Хорватія не мають еквіваленту для символу ●, а символ ●● використовують для відділення
- Болгарія, Естонія, Іспанія, Канада, Литва, Люксембург, Німеччина, Норвегія, Польща, Угорщина, Франція та Чехія використовують символ ●● для відділення, а символ ● для підрозділів менше відділення

Підходи інших країн НАТО щодо використання символів ● та ●● потребують уточнення змісту відповідних національних термінів

## Ампліфікатори
| Символ | Тип підрозділу                     |
| ------ | ---------------------------------- |
|        | Гірський                           |
|        | Парашутний                         |
|        | Повітряно-десантний                |
|        | Механізований                      |
|        | Комбінований                       |
|        | Амфібійний                         |
|        | Протитанковий                      |
|        | Розвідувальний протитанковий       |
|        | Інженерний                         |
|        | Самохідний зенітно-ракетний        |
|        | Самохідний артилерійський          |
|        | Гірський артилерійський            |
|        | Реактивний артилерійський          |
|        | Колісний реактивний артилерійський |
|        | Зенітно-ракетний                   |
|        | Ударних вертольотів                |
|        | Транспортних вертольотів           |
|        | Дозаправки в повітрі               |
|        | Аеромобільна транспортна група     |